# Agapanthia cardui
El banyarriquer dels cards (Agapanthia cardui) és una espècie de coleòpter de la família dels cerambícids, fitòfag, freqüent a Catalunya.

## Etimologia
- Agapanthia: provés dels mots grecs (agapetos, volgut, estimat) i (anthos, flor). En referència als hàbits florícoles.[4]
- cardui: del llatí cardus (card), ja que és la planta on més es troba aquest banyarriquer.[4]

## Hàbitat i distribució
Té una distribució paleàrtica occidental i Macaronèsia. És bastant comú en tota l'Europa meridional i central. Present principalment en ambients de secà.

## Descripció
Aquest escarabat mesura 7-14 mm. És una espècie molt variable, generalment amb el tegument de color negre, amb reflexos verdosos i cobert de vellositat fina. Presenta unes antenes molt llargues, sovint més que el cos, inserides en una escotadura als ulls, i estan formades per 12 artells, que sobrepassen als èlitres en una longitud igual als mateixos com a màxim. A més, són ciliades en la seua part inferior i anellades amb vellositat negra i gris blavós. El pronot té generalment un gep o protuberància als costats. Les tíbies tenen dos esperons. El metasternum és clarament més ample que el prostern entre les seues coxes. Els èlitres no són ni estriats ni puntejats, però són nus, només amb sedes llargues i fosques. La sutura elitral té una banda de borrissol blanc i dens que travessa el centre del tòrax i la sutura dels èlitres.

## Biologia
Els adults es troben des de març a juliol sobre cards i altres plantes (Carduus, Cirsium, Knautia, Salvia, Urtica, Onopordum, Centranthus i Silybum), especialment en gèneres d'apiàcies i cards. Els adults són florícoles i fàcils de veure atés que volen a ple sol. Les larves viuen a l'interior de les tiges d'un elevat nombre d'espècies de plantes, durant el seu desenvolupament aproximadament un any.

## Taxonomia
Prou semblant de mides i costums amb l'espècie Agapanthia dahli, però amb to ataronjat als anells de les antenes en comptes de blau i la franja clara limitada al tòrax.
És molt difícil poder discriminar entre A. cardui i A. suturalis, per això moltes vegades s'anomenen amb el nom conjunt Agapanthia cardui-saturalis. Una de les diferència és que els èlitres de A. cardui són punxeguts al final de manera individualment, lleugerament oberts i amb les vores laterals densament poblats de borrissol groc.

## Galeria

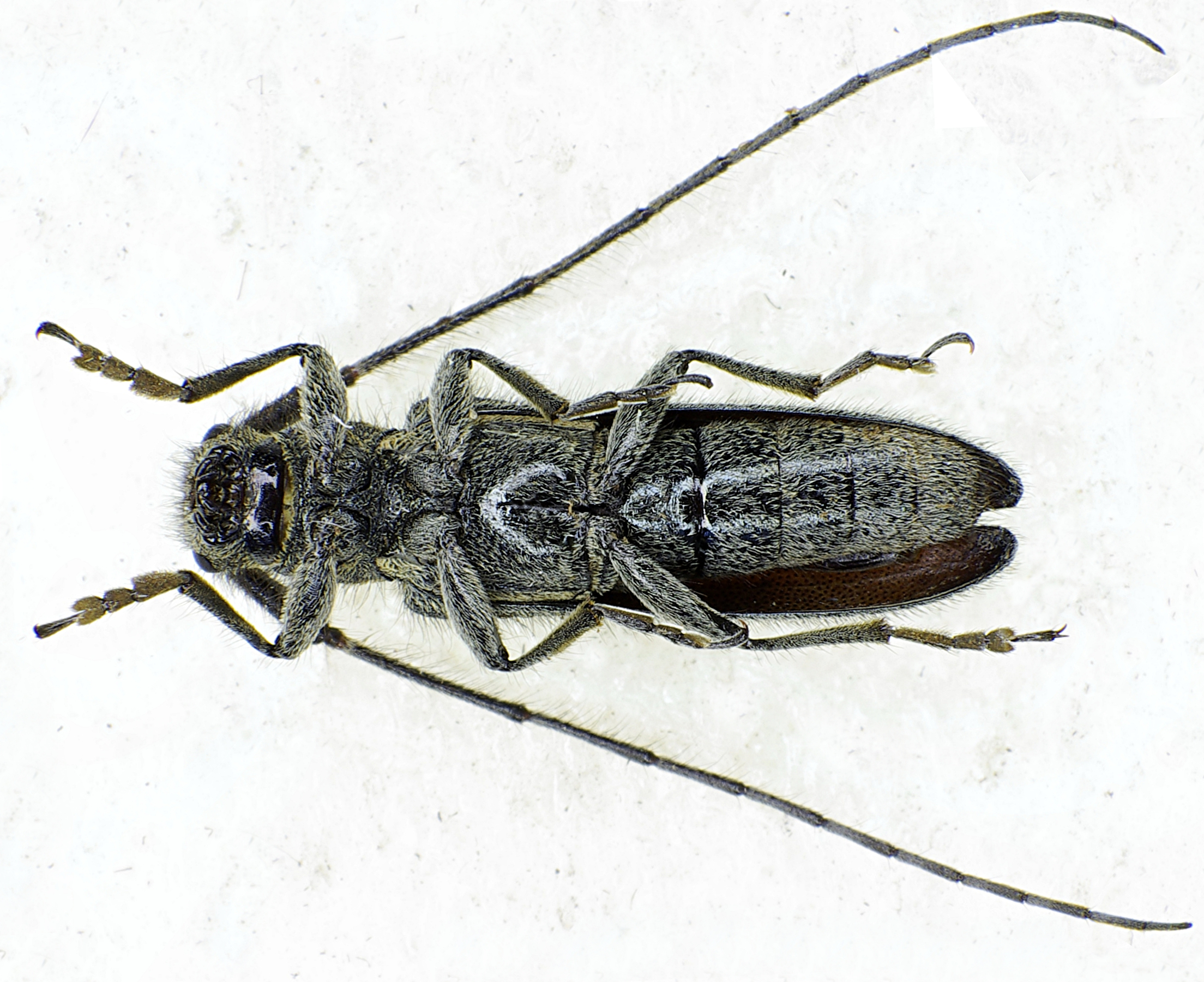
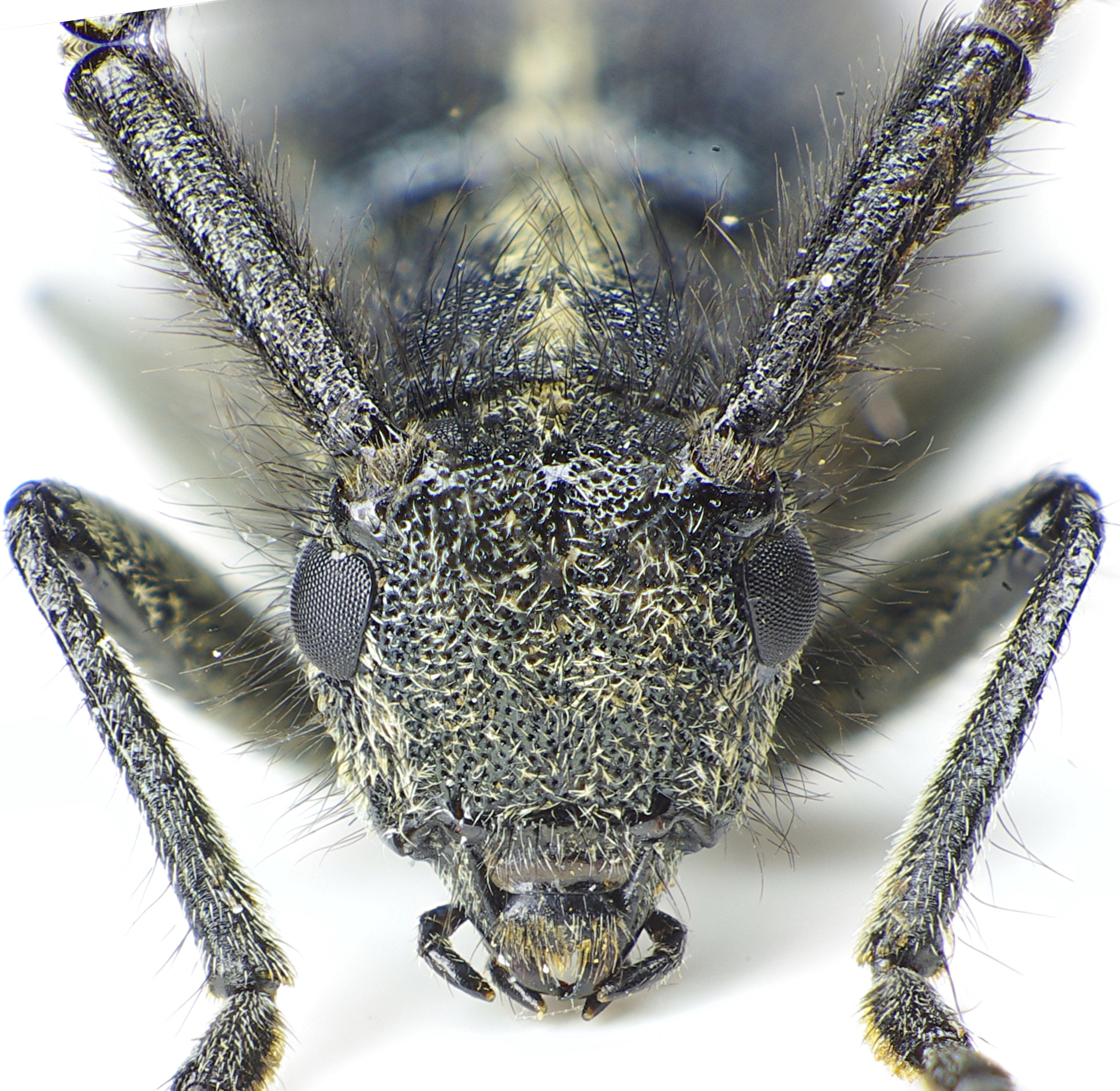
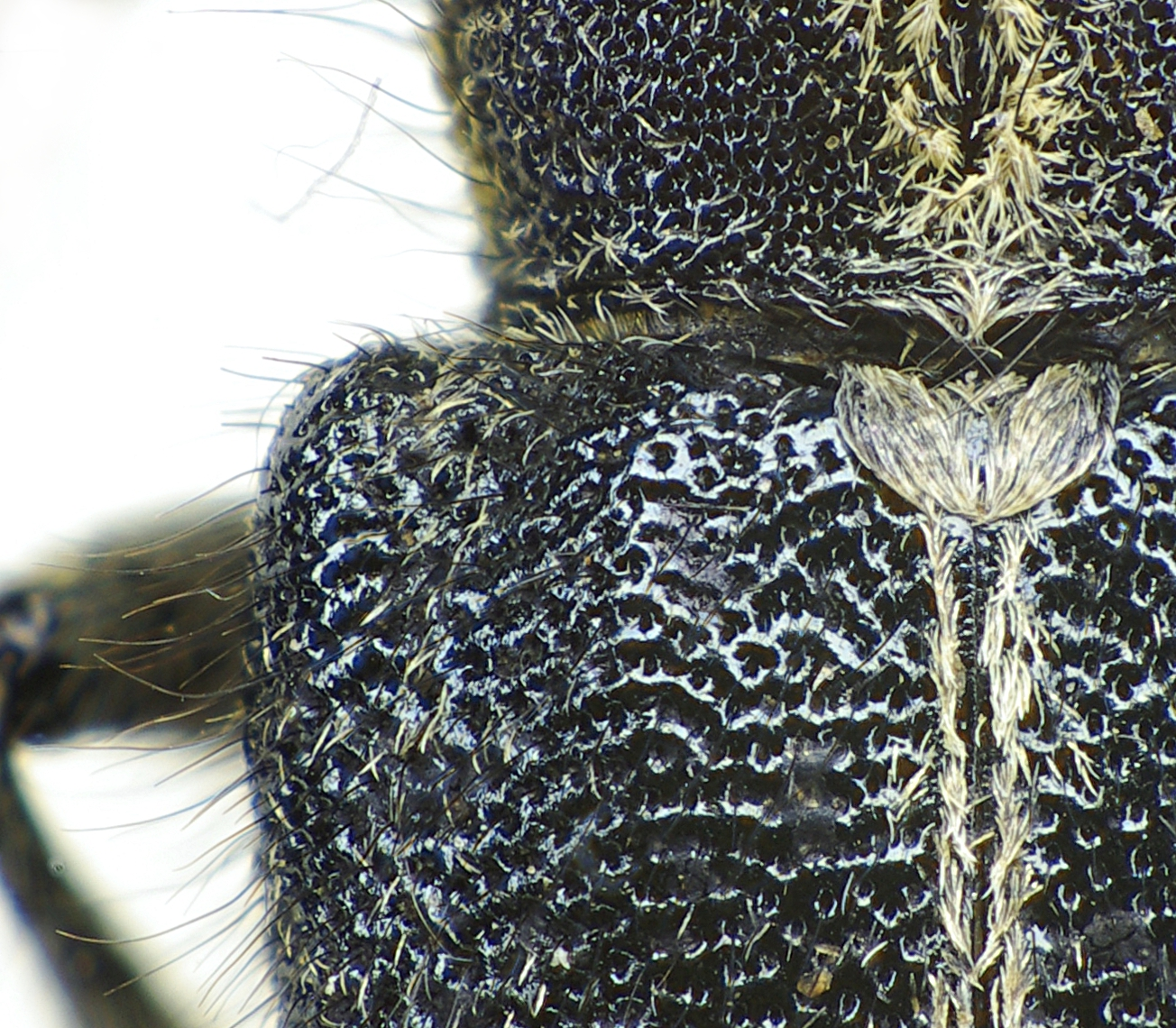
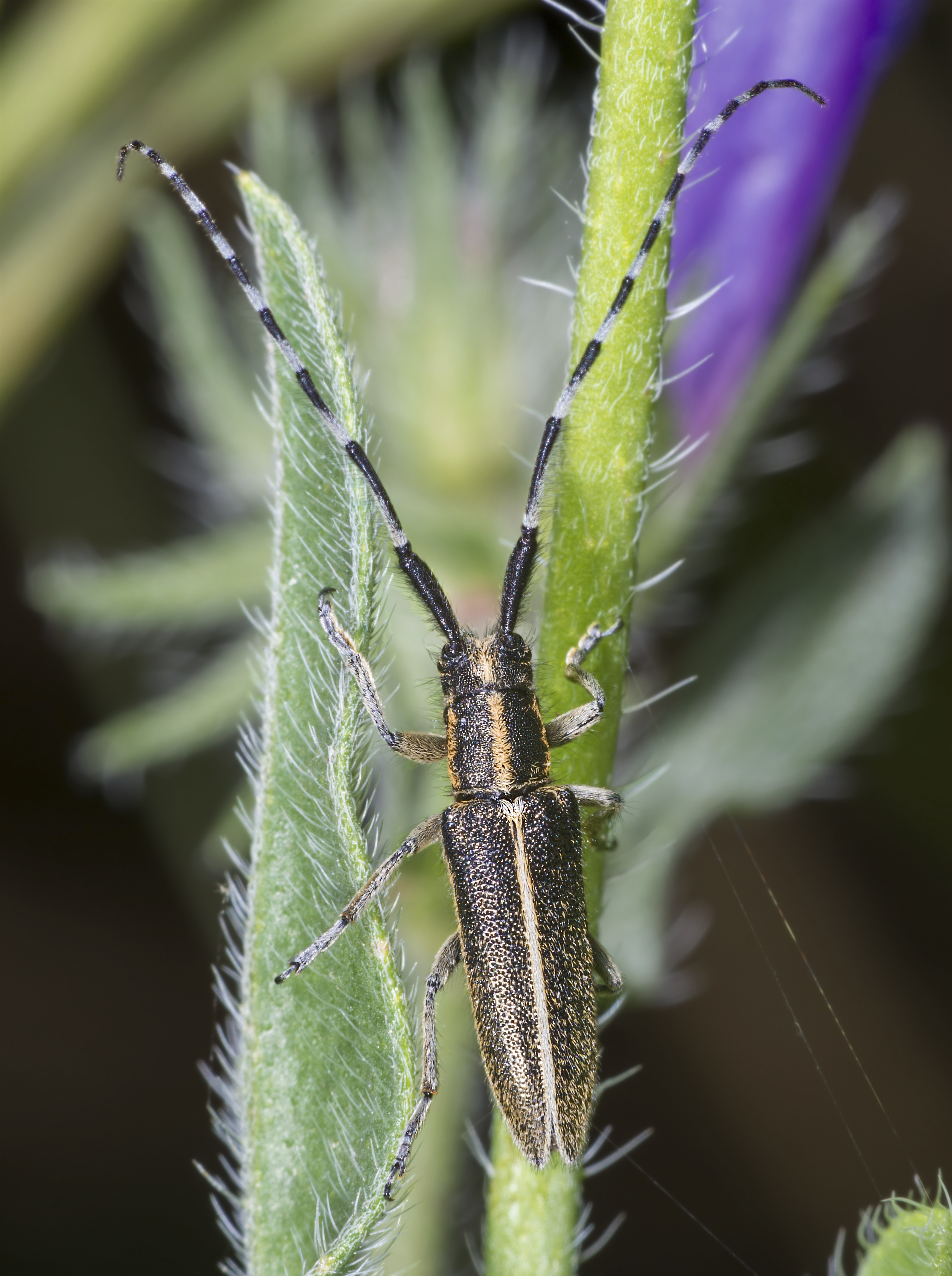
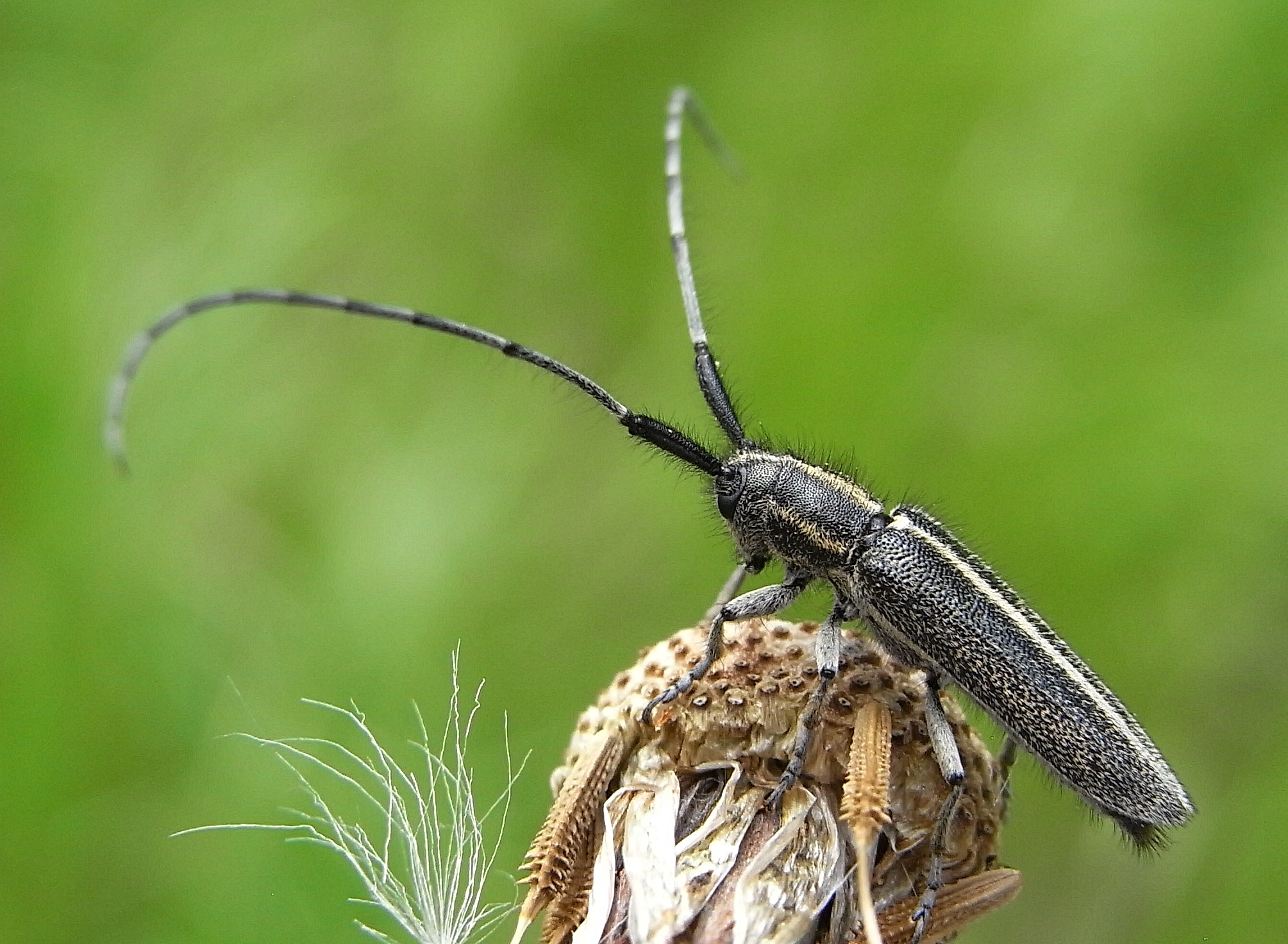
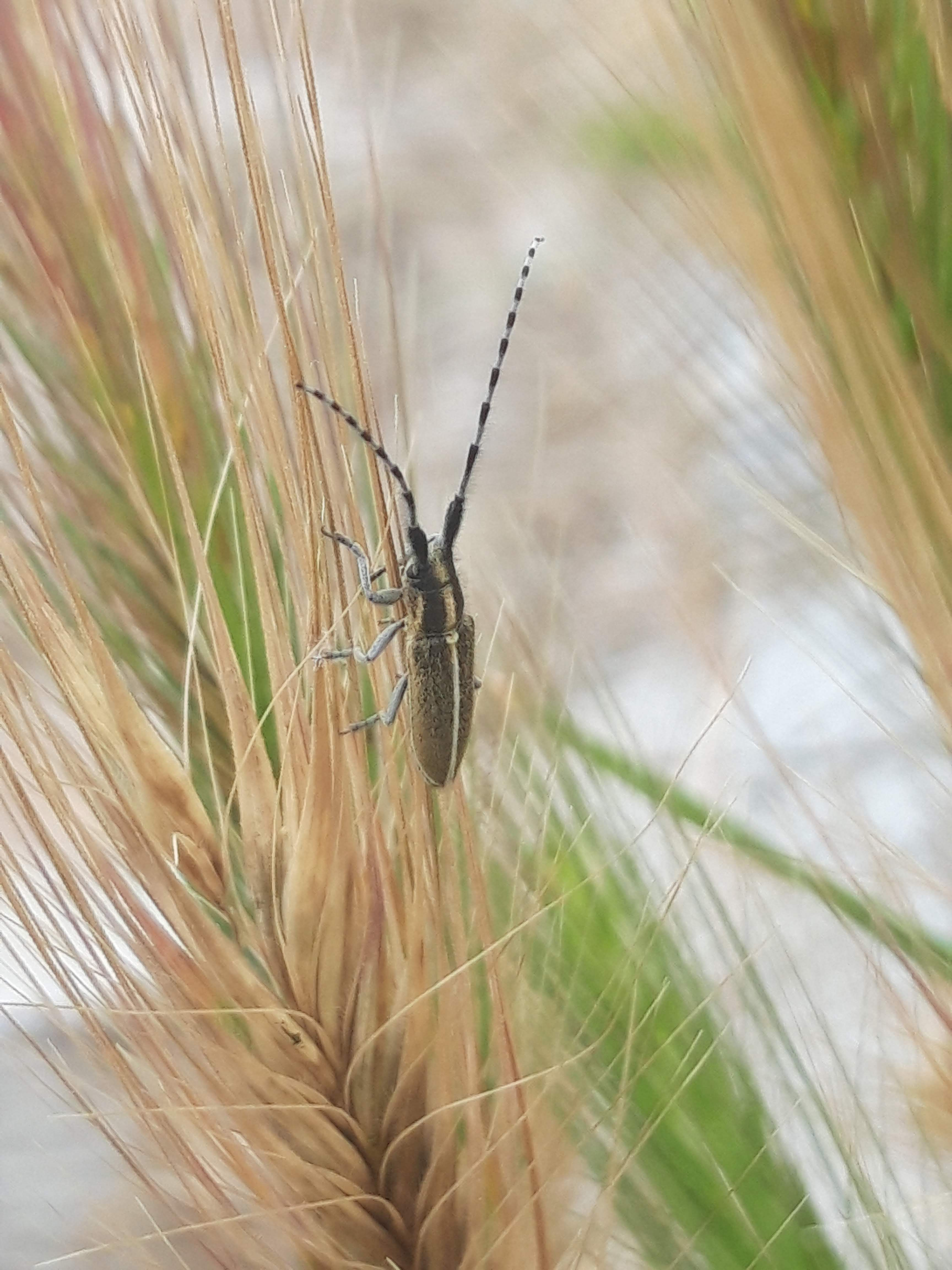
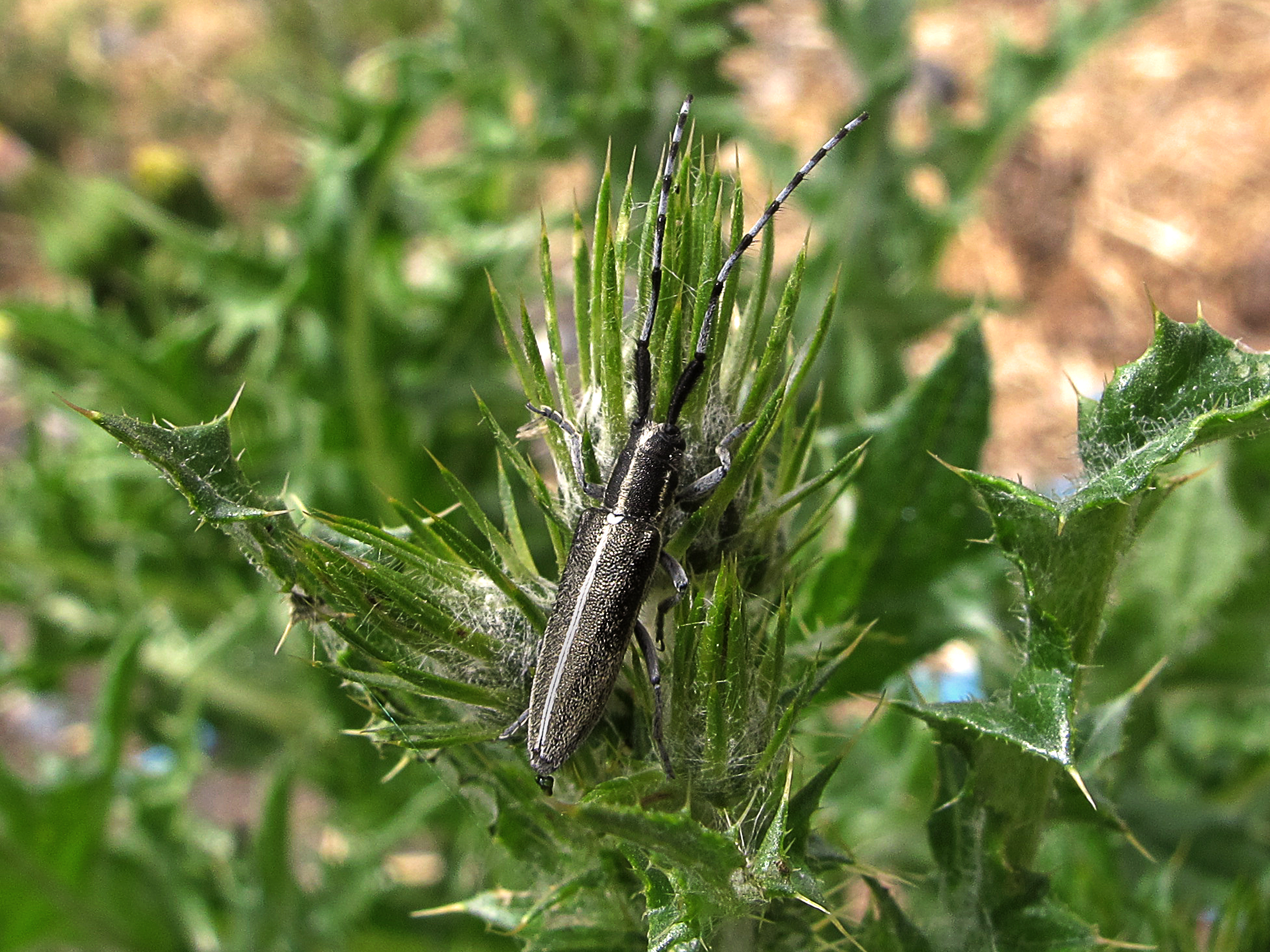
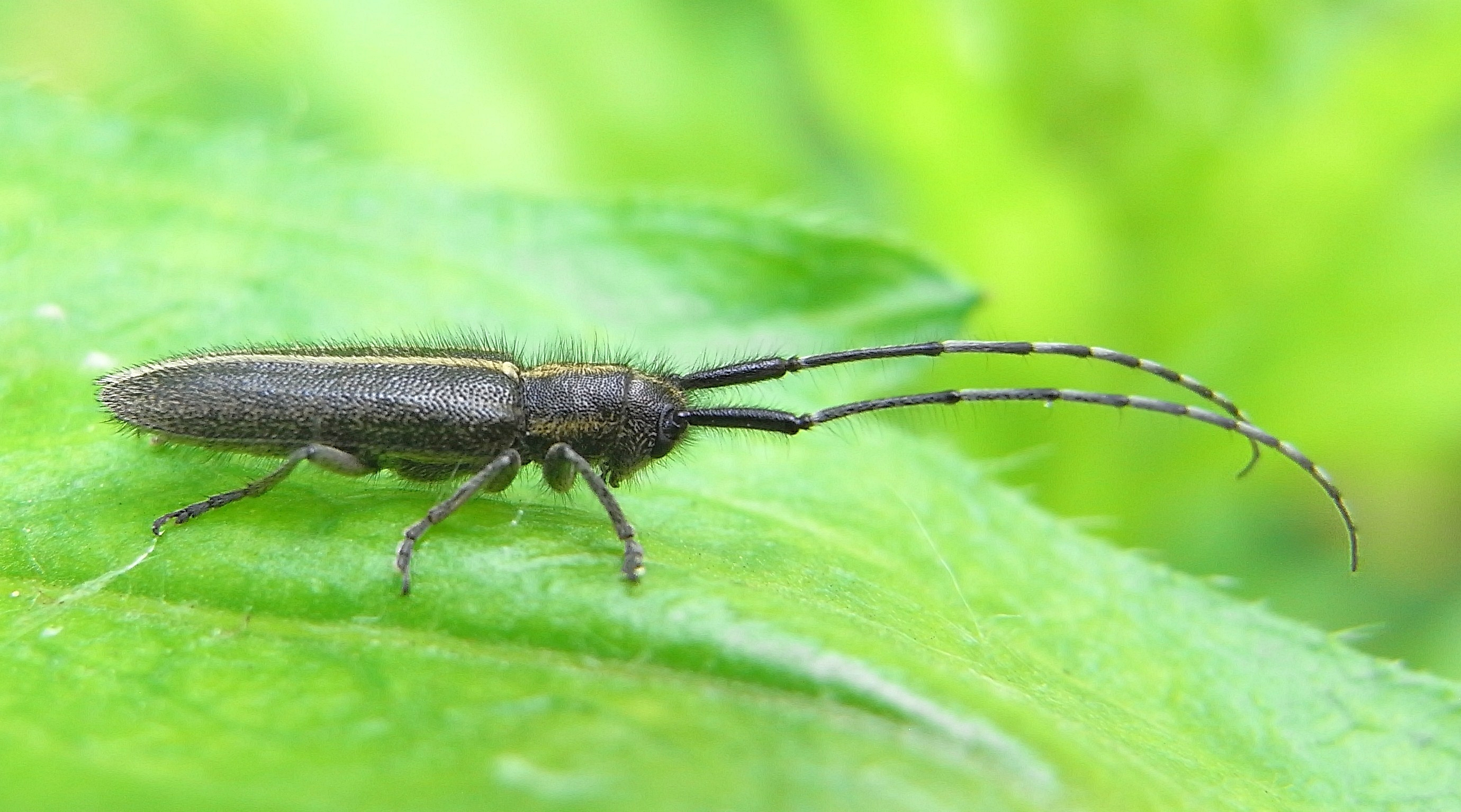
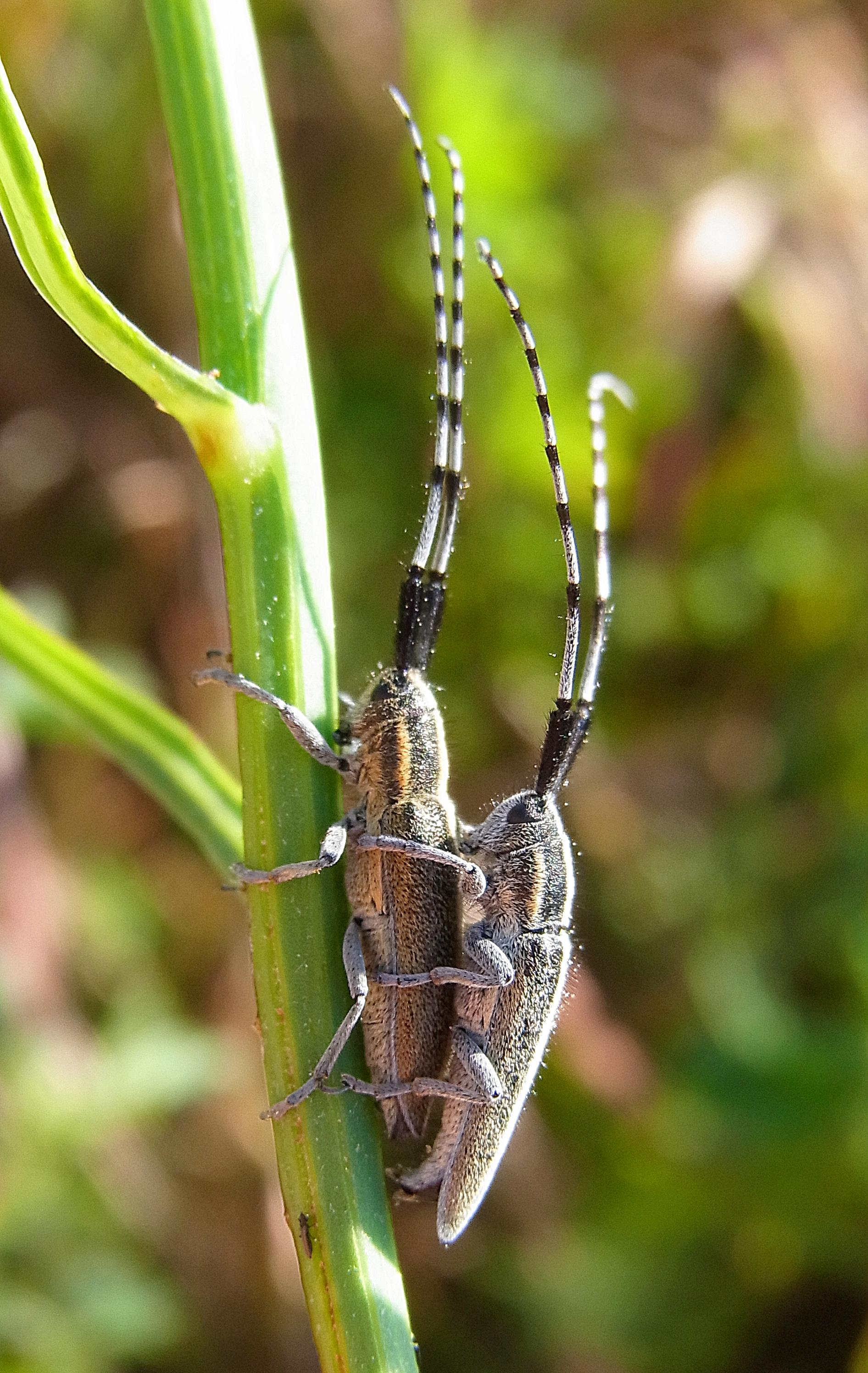